# Bossòst
Bossòst – gmina w Hiszpanii, w prowincji Lleida, w Katalonii, o powierzchni 28,11 km². W 2011 roku gmina liczyła 1179 mieszkańców.